# 9316 Rhamnus
9316 Rhamnus (1988 PX2) là một tiểu hành tinh vành đai chính được phát hiện ngày 12 tháng 8 năm 1988 bởi E. W. Elst ở Đài thiên văn Haute-Provence.